# 到達不能基数
集合論において、非可算基数 κ が弱到達不能基数（じゃくとうたつふのうきすう、英: weakly inaccessible）であるとは、それが正則な極限基数であることを言い、強到達不能基数 (strongly inaccessible) または単に到達不能基数 (inaccessible) であるとは、κ 未満の任意の基数 λ に対し、{\displaystyle 2^{\lambda }<\kappa } を満たす正則基数であることを言う。
著者によっては非可算性を要求しないこともある（その場合 {\displaystyle \aleph _{0}} は強到達不能基数）。弱到達不能基数は Hausdorff (1908)、強到達不能基数は Sierpiński & Tarski (1930) および Zermelo (1930) によって導入された。
“到達不能基数”という用語は曖昧である。1950年頃までは弱到達不能基数を指していたが、以後は普通は強到達不能基数を意味するからである。
定義より、強到達不能基数は同時に弱到達不能基数でもある。一般連続体仮説が成り立つ場合は、強到達不能基数であることの必要十分条件は弱到達不能であることになる。
{\displaystyle \aleph _{0}} は正則な強極限基数である。選択公理を仮定すると、他の全ての無限基数は正則かまたは（弱）極限である。しかしながら、その両方になれるもの、即ち弱到達不能基数は中でも大きいものに限られる。
順序数が弱到達不能基数であるための必要十分条件は、それが正則順序数であり、かつ、正則順序数の列の極限であることである（0,1, {\displaystyle \aleph _{0}} は正則順序数だが正則順序数の列の極限ではない）。強極限かつ弱到達不能な基数は強到達不能である。
強到達不能基数の存在は、グロタンディーク宇宙が存在するという形で仮定される場合がある。この両者の間には深い繋がりがある。

## モデルと無矛盾性
ZFCの下では、κ が強到達不能であるときVκ がZFCのモデルになる。
ZFの下では、κ が弱到達不能であるとき構成可能集合のLκ がZFCのモデルになる。
よって、ZF+"弱到達不能基数が存在する"はZFCが無矛盾であることを導き、不完全性定理よりその存在はZFCで証明できない。
つまり、到達不能基数は巨大基数の一種である。
VがZFCの標準モデルで κ がVの到達不能基数であるとき、
Vκ はZF集合論のintended modelになり、
Def(Vκ )はNBG集合論のintended modelになり、
Vκ+1はMK集合論のintended modelになる。
ここで、Def(X)はXの Δ0 定義可能な部分集合である（en:constructible universe）。
しかしながら、Vκ がZFの標準モデルになるために κ が到達不能基数である必要はない。
VがZFCのモデルであるとする。
Vが強到達不能基数を持ってなくても、
持っていたとしても κ をVの最小の到達不能基数とすると、
Vκ は強到達不能基数を持たないZFCの標準モデルである。
すなわち、ZFCが無矛盾ならZFC+"強到達不能基数は存在しない"は無矛盾である。
同様にVが弱到達不能基数を持ってなくても、
持っていたとしても κ をVの最小の弱達不能基数とすると、
Lκ は弱到達不能基数を持たないZFCの標準モデルである。
だから、ZFCが無矛盾ならZFC+"弱到達不能基数は存在しない"も無矛盾である。
このことから、ZFCからは到達不能基数の存在を証明できないし、ZFCは到達不能基数の非存在と矛盾しない。 
ZFCが到達不能基数の存在と矛盾しないかという問題はもっと微妙である。
前段落で見られた、「ZFC+"到達不能基数がある"が無矛盾ならば、ZFC+"到達不能基数は存在しない"は無矛盾である」
の証明はZFCの中で形式化可能である。
しかし、「ZFCが無矛盾ならば、ZFC+"到達不能基数が存在する"が無矛盾」ということのZFCで形式化された証明は存在しえない。これはゲーデルの第2不完全性定理からわかる。

不完全性定理よりZFC+"到達不能基数が存在する"が無矛盾なら自身の無矛盾性はその中で証明できない。
ZFCが「ZFCが無矛盾ならば、ZFC+"到達不能基数が存在する"が無矛盾である」を証明するとしたら、当然ZFC+"到達不能基数が存在する"でも同じことを示せることになるが、ZFC+"到達不能基数が存在する"は前述のようにZFCの無矛盾性を証明するので、結局ZFC+"到達不能基数が存在する"が自身の無矛盾性を証明できることになってしまうが、これは矛盾であるからである。
到達不能基数の存在性に関するZFCで形式化できない議論がある。
そのような議論の一つがHrbacek & Jech (1999, p. 279)に表れている。
もし集合論のモデル M の拡大モデルがあれば、M の全ての順序数によるクラスは、それ自体到達不能基数になる。というものである。

## 到達不能基数による真クラスの存在性
特定の述語を満たす基数の真クラスの存在を主張する、集合論の重要な公理がいくつも存在する。
到達不能基数に対応する公理は、全ての基数 μ に対してそれより真に大きい到達不能基数 κ が存在すると主張するものである。
したがって、この公理は到達不能基数の無限列が存在することを保証する（この公理はしばしば到達不能基数公理と呼ばれる）。
到達不能基数の存在と同様に、この公理はZFCの下では証明できない。
ZFCの下で、到達不能基数公理はグロタンディークとヴェルディエールのuniverse axiom「任意の集合 x に対して、x {\displaystyle \in } U となるグロタンディーク宇宙 U が存在する。」と同値である。
ZFCの公理に universe axiom (または同値な到達不能基数公理)を付け加えたものはZFCUと表される（これは ZFC に urelements を付け加えたものと混同しないように注意）。
この公理系は、例えば全ての圏は
適切な米田埋め込みを持つということを証明するのに役立つ。
これは巨大基数公理より相対的に弱い。これは次の節の言葉で言うところの
∞ が 1-到達不能であると言っていることに等しいからである。
ここで ∞ は V に属さない最小の順序数、すなわち対象のモデルの全ての順序数によるクラスである。

## α-到達不能基数とhyper-到達不能基数
順序数αに対して、基数κがα-到達不能であるとは、
κが到達不能でかつβ < αなる全ての順序数βについて、κ未満のβ-到達不能な基数の集合がκの中で非有界であること（κは正則なので、この集合の濃度はκである）。
α-到達不能基数はそれより小さい到達不能基数を数える関数の不動点と同一視できる。
例えば ψ0(λ) がλ番目の到達不能基数を表すことにしたとき、 ψ0(λ) の不動点は1-到達不能基数である。
ψβ(λ) がλ番目のβ-到達不能基数を表すと
すれば ψβ の不動点は(β+1)-到達不能基数であり、
その値はψβ+1(λ) である。
αを極限順序数とすると、α-到達不能基数はβ < αなる任意のβについての、 ψβの不動点になる。
（その値は ψα(λ) でλ番目のα-到達不能基数）である。
この、次に来る大きな基数を作る関数の不動点を得る過程は
巨大基数に関する研究でよく見られる。
hyper-到達不能という言葉は曖昧である。稀ではあるが1-到達不能の意味で使う人もいる。ほとんどの人はκ-到達不能である基数κのことを指して使っている。(これは決してκ+1-到達不能にはならない)
順序数αに対して、基数κが
α-hyper-到達不能であるとは、κがhyper-到達不能でかつ全てのβ < αなるβに対して、κ未満のβ-hyper-到達不能基数の集合がκ内で非有界であること。
hyper-hyper-到達不能基数なども同様に定義される。
"弱到達不能基数"を"到達不能基数"の代わりに使って、同様に"弱-α-到達不能"や"弱-hyper-到達不能基数"も定義できる。
マーロ基数は到達不能であり、hyper-到達不能であり、hyper-hyper-到達不能であり、……(以下同様)となっている。

## 到達不能基数のモデル理論的な二つの特徴付け
一つ目として、基数κが到達不能であることはκが以下のreflection propertyを満たすことと同値である。: 全ての U ⊂ Vκに対してある α < κ が存在して {\displaystyle (V_{\alpha },\in ,U\cap V_{\alpha })} が
{\displaystyle (V_{\kappa },\in ,U)} の初等部分モデルになる
(実は、そのようなαの集合はκの中でclubである)。
全ての n ≥ 0に対して κ が
{\displaystyle \Pi _{n}^{0}}-記述不能 であるというのもこの条件に同値である。
ZFの下で∞がreflection propertyよりいくらか弱い条件を満たすことが
証明可能である。ここで、部分構造 (Vα, ∈, U ∩ Vα)は 式の有限集合に関して'初等的'であることのみ要求される。
結局、この弱化の理由は
モデル理論的充足関係 {\displaystyle \models } は定義できるが、
真理性は定義できないことによる。
タルスキの定理による。
二つ目は、ZFCの下で
κが到達不能基数であることと
(Vκ, ∈)が二階述語論理のZFCのモデルであることが
同値であることが証明できる。
この場合、上のreflection propertyによって、
あるα < κが存在して(Vα, ∈)が一階述語論理の
ZFCの標準モデルとなる。
だから到達不能基数の存在はZFCの標準モデルの存在より強い仮定である。

## 参照
- Drake, F. R. (1974), Set Theory: An Introduction to Large Cardinals, Studies in Logic and the Foundations of Mathematics, 76, Elsevier Science Ltd, ISBN 0-444-10535-2
- Hausdorff, Felix (1908), “Grundzüge einer Theorie der geordneten Mengen”, Mathematische Annalen 65 (4):  435–505, doi:10.1007/BF01451165, ISSN 0025-5831
- Hrbacek, Karel; Jech, Thomas (1999), Introduction to set theory (3rd ed.), New York: Dekker, ISBN 978-0-8247-7915-3
- Kanamori, Akihiro (2003), The Higher Infinite: Large Cardinals in Set Theory from Their Beginnings (2nd ed ed.), Springer, ISBN 3-540-00384-3
- Sierpiński, Wacław; Tarski, Alfred (1930), “Sur une propriété caractéristique des nombres inaccessibles”, Fundamenta Mathematicae 15:  292–300, ISSN 0016-2736
- Zermelo, Ernst (1930), “Über Grenzzablen und Mengenbereiche”, Fundamenta Mathematicae 16:  29–47, ISSN 0016-2736